# الکساندر گورچاکوف
الکساندر گورچاکوف (انگلیسی: Alexander Gorchakov; ۱۵ ژوئن ۱۷۹۸ – ۱۱ مارس ۱۸۸۳) سیاست‌مدار و دیپلمات اهل امپراتوری روسیه بود. از وی به‌عنوان یکی از معتبرترین دیپلمات‌های قرن نوزدهم یاد میشود.
وی همچنین برندهٔ جوایزی همچون نشان فیل، لژیون دونور (صلیب بزرگ)، نشان دنبرو، نشان سلطنتی سرافیم، لژیون دونور، و نشان پشم زرین شده‌است.